# Phyllocnistis hyperbolacma
Phyllocnistis hyperbolacma är en fjärilsart som först beskrevs av Edward Meyrick 1931.  Phyllocnistis hyperbolacma ingår i släktet Phyllocnistis och familjen styltmalar. Inga underarter finns listade i Catalogue of Life.